# Mecardonia pubescens
Mecardonia pubescens là một loài thực vật có hoa trong họ Mã đề. Loài này được Rossow mô tả khoa học đầu tiên năm 1987.